# Revolver (film, 2005)
Revolver är en fransk-brittisk långfilm från 2005 i regi av Guy Ritchie, med Jason Statham, Ray Liotta, Vincent Pastore och André Benjamin   i rollerna.

## Rollista
| Jason Statham   | – Jake Green    |
| Ray Liotta      | – Dorothy Macha |
| Vincent Pastore | – Zach          |
| André Benjamin  | – Avi           |
| Terence Maynard | – French Paul   |
| Andrew Howard   | – Billy         |
| Mark Strong     | – Sorter        |
| Francesca Annis | – Lily Walker   |